# La Mule du pape
La Mule du pape est une des nouvelles du recueil des Lettres de mon moulin, écrit par Alphonse Daudet et Paul Arène.

## Publication
La Mule du pape est initialement publiée dans Le Figaro du 30 octobre 1868, avant d'être insérée dans la première édition en recueil par Hetzel, en 1869, des Lettres de mon moulin.

## Résumé
Cette nouvelle raconte l'histoire de la rancune que conserve la mule du vieux pape Boniface à l'encontre de Tistet Védène qui l'avait maltraitée sept ans auparavant : « À quinze lieues autour de mon moulin, quand on parle d’un homme rancunier, vindicatif, on dit : « Cet homme-là ! méfiez-vous !… il est comme la mule du Pape, qui garde sept ans son coup de pied. »

## Adaptation
La Mule du pape a été enregistrée par Fernandel.